# Francolinus
A Francolinus a madarak osztályának tyúkalakúak (Galliformes) rendjébe és a fácánfélék (Phasianidae) családjába tartozó nem.

## Rendszerezés
A nembe az alábbi 3 faj tartozik:
- örvös frankolin (Francolinus francolinus)
- színes frankolin (Francolinus pictus)
- kínai frankolin (Francolinus pintadeanus)

Átsorolva az újonnan létrehozott Ortygornis nembe, 2 faj :
- szürke fogolyfürj (Ortygornis pondicerianus), korábban (Francolinus pondicerianus)
- mocsári frankolin (Ortygornis gularis), korábban (Francolinus gularis)